# Азербайджанская Википедия
Азербайджанская Википедия (азерб. Azərbaycanca Vikipediya) — раздел Википедии на азербайджанском языке.
Был создан в январе 2002 года. Первая статья появилась в апреле 2004 года, а раздел выделился в самостоятельный в декабре с 33 статьями.
До 2015 года, в отличие от большинства других Википедий, в Азербайджанской Википедии статьи писались при помощи двух алфавитов: как латинского, так и арабского. Это связано с тем, что если азербайджанцы, живущие в Азербайджане, пользуются латиницей, азербайджанцы, живущие в Иране, пользуются арабским письмом.
22 июля 2015 года раздел Википедии на азербайджанском языке с арабским алфавитом начал своё полное отдельное существование от Азербайджанской Википедии с латинским.

## Основные статистические показатели

### Количественные
По состоянию на 16 июля 2025 года азербайджанский раздел Википедии с латинским алфавитом содержит 206 031 статей. Зарегистрировано 313 141 участников, из них 799 совершили какое-либо действие за последние 30 дней, 12 участников имеют статус администратора. Общее число правок составляет 8 228 101.
Азербайджанский раздел Википедии с латинским алфавитом занимает 55 место по количеству статей среди всех разделов.
По состоянию на 16 июля 2025 года азербайджанский раздел Википедии с арабским алфавитом содержит 244 185 статей. Зарегистрировано 56 486 участников, из них 80 совершили какое-либо действие за последние 30 дней, администраторов нет. Общее число правок составляет 1 575 692.

### Качественные
Качество энциклопедии в целом измерить непросто. Одним из относительных показателей развитости отдельных языковых разделов, который было предложено использовать ещё в 2006 году, является так называемая «глубина». При расчёте «глубины» принимается во внимание соотношение между служебными страницами и статьями в общем количестве страниц языкового раздела, а также среднее количество правок на каждую статью. По глубине (29) на 27 марта 2014 года Азербайджанская Википедия занимала 25-е место среди 42 разделов Википедии, имеющих свыше 100 тысяч статей.
По состоянию на 16 июля 2025 года в азербайджанском разделе Википедии с латинским алфавитом 124 избранных статей и 67 хороших статьи.
На 4 марта 2014 года по объёму тысячи статей, которые должны быть в каждой Википедии, азербайджанская Википедия занимает 54-е место среди других языковых разделов.

### Посещаемость
Азербайджанская Википедия находится на 46 месте по посещаемости среди всех разделов Википедии — количество просмотров её страниц составляет около 7 500 в час (по состоянию на февраль 2014 года).

## Участники

### Географическое распределение участников
По состоянию на март 2014 года свыше 200 википедистов указывали в качестве места своего проживания Азербайджан или его города.
| Процент правок из стран | Процент правок из стран | Процент правок из стран | Процент правок из стран | Процент правок из стран |
| Страна                  |                         |                         | % от правок             |                         |
| ----------------------- | ----------------------- | ----------------------- | ----------------------- | ----------------------- |
| Азербайджан             |                         |                         | 84.3 %                  |                         |
| Турция                  |                         |                         | 3.2 %                   |                         |
| Иран                    |                         |                         | 3.2 %                   |                         |
| Россия                  |                         |                         | 2.2 %                   |                         |
| Европа                  |                         |                         | 1.7 %                   |                         |
| Германия                |                         |                         | 0.8 %                   |                         |
| США                     |                         |                         | 0.5 %                   |                         |
| Великобритания          |                         |                         | 0.5 %                   |                         |
| Другие                  |                         |                         | 3.1 %                   |                         |
| Источник                |                         |                         |                         |                         |

## История
- 2 июня 2002 года — создан раздел Википедии на азербайджанском языке[1].
- 9 марта 2007 года — 5 000 статей[12].
- 22 июля 2007 года — 10 000 статей[12].
- 29 июля 2011 года — 75 000 статей (5 819 из которых на арабском алфавите). 75 тысячная статья صفی‌خانلو (на арабском алфавите) была создана участником E THP.
- 7 августа 2011 года — в результате деятельности бота Ebrahimibot статья موعتصیم آباد(جوادیه) (تویسیرکان) стала 10 000 статьёй в AzWiki, написанной на арабском алфавите, а позже статья آشاغا طویلان (اسدآباد) стала 80 000-й среди всех статей в AzWiki.
- Долгое время раздел занимал 2-е место среди Тюркских Википедий, однако в октябре 2011 года был обойдён Казахским, а в 2013 году ещё и Узбекским.
- 17 сентября 2012 года — 90 000 статей[13].
- 10 марта 2014 года — в столице Азербайджана, городе Баку с целью подготовки плана деятельности по развитию Википедии на азербайджанском языке был проведён первый национальный форум википедистов[14].
- 25 марта 2014 года — 100 000 статей.
- 11 марта 2015 года — 99 999 статей.
- 12 марта 2015 года — 100 000 статей.
- 31 марта 2015 года — 98 384 статей.
- 1 апреля 2015 года — 97 949 статей.
- 14 апреля 2015 года — 95 873 статей (окончательно удалены все статьи с арабским алфавитом).
- 22 июля 2015 года — создание отдельной Википедии на азербайджанском с арабским алфавитом.
- 29 октября 2015 года — 100 000 статей.
- 24 сентября 2019 года — 150 000 статей.
- 10 мая 2024 года — 200 000 статей.

- Во время первого национального форума википедистов в Баку. 10 марта 2014 года

## Логотип
- perrow="5"
- Официальный логотип Азербайджанской Википедии с латинским алфавитом
- Официальный логотип Азербайджанской Википедии с арабским алфавитом
- 10-летие Википедии
- 50 000 статей
- 10 000 статей на арабице (не официальный)
- 100 000 статей